# Genkei Masamune
Genkei Masamune (正宗厳敬) est un botaniste japonais né en 1899 et mort en 1993.
Il travaille à Formose et, après la Seconde Guerre mondiale, à Taïwan. Il est surtout connu pour ses index botaniques complets de Bornéo et de Taïwan, ainsi que pour sa découverte d’un grand nombre d’espèces.

## Liste partielle des publications
- 1954 : Flora Kainantensis: A List of Vascular Plants of Taiwan Plant Taxonomic Laboratory, Faculty of Sciences, Taipei, National University, Taipei, Taiwan;
- 1945 : Boruneo no shokubutsu hoi. Enumeratio pteridophytarum Bornearum - Taihoku Imperial University, Taihoku, Formose.
- 1942 : Boruneo no kenka shokubutsu. Enumeratio phanerogamarum Bornearum - Taihoku Imperial University, Taihoku, Formose.
- 1936 : with Fukuyama, Noriaki Short flora of Formosa; or, An enumeration of higher cryptogamic and phanerogamic plants hitherto known from the island of Formosa and its adjacent islands "Kudoa", Taihoku, Formose.
- 1933 : Phytogeographical position of Japan concerning indigenous genera of vascular cryptogamic plants - Taihoku Imperial University, Taihoku, Formose.
- 1932 : Contribution to our knowledge of the flora of the southern part of Japan - Taihoku Imperial University, Formose.

## Source de la traduction
- Traduction de l'article de langue anglaise de Wikipédia (version du 27 février 2007)